# Euridika
Euridika (grč. Ευρυδίκη, Euridíkê) u grčkoj mitologiji nimfa je i Orfejova žena.

## Etimologija
Euridičino ime dolazi od grčkih riječi ευρυς, eurys = "širok" i δικη, dikê = "pravda".

## Mitologija

### Euridika i Orfej
Orfej se odlučio skrasiti s najljepšom od sviju nimfa - Euridikom. Čim ju je ugledao među njezinim prijateljicama, ljepota kojih joj nije bila ni do koljena, Orfej je znao da će njih dvoje postati jedno. Predivna je Euridika, duge plave kose i očiju boje narcisa, uskoro postala njegovom ženom. Ali bračna sreća nije dugo trajala jer je Euridiku takla ledena ruka smrti. Bježeći od pohotnog Aristeja koji ju je želio silovati, nagazila je na zmiju skrivenu u visokoj travi, vrisnula i zauvijek zaklopila svoje plave oči.
Neutješni se Orfej odlučio na još jedan nevjerojatan poduhvat - silazak u svijet mrtvih. Na ulazu u Had svojom je lirom začarao troglavog Kerbera i potom stao pred Hada i njegovu ženu Perzefonu, vladare podzemlja, i pjevao za izbavljenje svoje voljene. Ganuti njegovom pjesmom odlučili su pustiti Euridiku nazad na Sunčevu svjetlost uz jedan uvjet: kad se bude vraćao na gornji svijet, Orfej se ne smije okrenuti za Euridikom koja je trebala pratiti njegove stope.
Krenuvši polako, Orfej, mučen velikom čežnjom da vidi lice svoje voljene i zabrinut jer nije čuo njezine korake, prekršio je postavljeni uvjet. Euridika je potonula nazad u svijet sjena pružajući mu još jednom svoje blijede ruke. Izgubio ju je zauvijek. Sedam je dana Orfej tugovao plačući na obalama podzemnih rijeka, ali drugi su put Had i Perzefona bili neumoljivi. Vrativši se sam nazad u gornji svijet Orfeja su kasnije ubile Menade, pratilje boga Dionisa.

## Vanjske poveznice
- Euridika i Orfej u mitu i umjetnosti (engl.)